# Лесной проспект (Санкт-Петербург)
Лесно́й проспект — одна из крупных меридиональных магистралей Выборгской стороны Петербурга, выводящая транспортные потоки, направляющиеся в северные районы города либо из центра через Литейный мост, либо с прилегающих к мосту набережных Невы. Проходит от улицы Академика Лебедева у Финляндского вокзала до Институтского переулка в Лесном. Административно относится к Выборгскому району; некоторая часть домов — к Калининскому. Название получил как дорога от центральной части города к Лесному институту и его окрестностям.
Проспект возник в последней четверти XIX века как магистраль-дублёр Большого Сампсониевского проспекта, проложенная параллельно ему и железнодорожным путям, ведущим на Финляндский вокзал.
Своё название проспект получил от Лесного участка — ближайшего пригорода Петербурга, сформировавшегося в XIX и начале XX веков вокруг территории Лесного института (впоследствии — Лесотехническая академия), который в начале XIX века расположился на землях разорившейся Английской фермы.
Примерно по трассе проспекта было построено продолжение Кировско-Выборгской линии метро за станцией Площадь Ленина, где 22 апреля 1975 года открылось две новые станции. Обе они находятся в непосредственной близости от Лесного проспекта, а последняя получила название «Лесная».

## История
Лесной проспект был образован в 1913 из слияния Нюстадской и Межевой улиц.
До 1913 года на месте современного Лесного проспекта формировались две магистрали:
- Нюстадская улица получила название 16 апреля 1887 года по городу Нюстад, тем самым продолжив ряд улиц этого района, названных в честь городов Великого княжества Финляндского Российской империи. Изначально проходила от Нижегородской улицы (ныне — улица Академика Лебедева) до Нейшлотского переулка; в 1905 году была продлена до Бабурина переулка (ныне — улица Смолячкова), и в 1908 году — до Литовской улицы и в 1913 году до Батениной улицы.
- Межевая улица, образованная 5 марта 1871 года, была названа по Межевому институту, впоследствии переименованному в Лесной институт — предшественник нынешнего Лесотехнического университета (с 1929 года — Лесотехническая Академия). В прилегающем к институту парке находится Институтский переулок, в который Межевая улица упиралась с самого первого дня, когда её проложили. Отправной же точкой отсчёта нумерации по Межевой служила Литовская улица; последний раз трассировка Межевой улицы «от Литовской улицы до Институтского пер.» приводится в перечне улиц Петрограда за 1915 год[1], то есть два года спустя после того, как 18 января 1913 года было объявлено об объединении Межевой и Нюстадской улицы в единый Лесной проспект.

Таким образом, процесс объединения Межевой и Нюстадской улиц в единый Лесной проспект растянулся как минимум вплоть до 1917 года, когда на картах Петрограда продолжали указывать прежние названия обеих улиц, и лишь в скобках «Лесной проспект».
Обеспечение сквозного проезда по всей длине вновь образованного проспекта потребовало переделать его пересечение с железной дорогой. В результате этого трасса Нюстадской улицы была скорректирована так, что на пересечении с Литовской улицей образовался излом, а часть, оставшаяся к востоку от железнодорожной насыпи, была продолжена до смычки с Чугунной улицей и сохраняла название Нюстадской улицы вплоть до 1950-х годов.

## Достопримечательности
Начало застройки проспекта относится к середине XIX века.
- Лесной проспект, 2 — здание клиники нервных болезней (1896—1897 год). Архитекторы В. Н. Зеленин, П. И. Балинский. Надстроено.

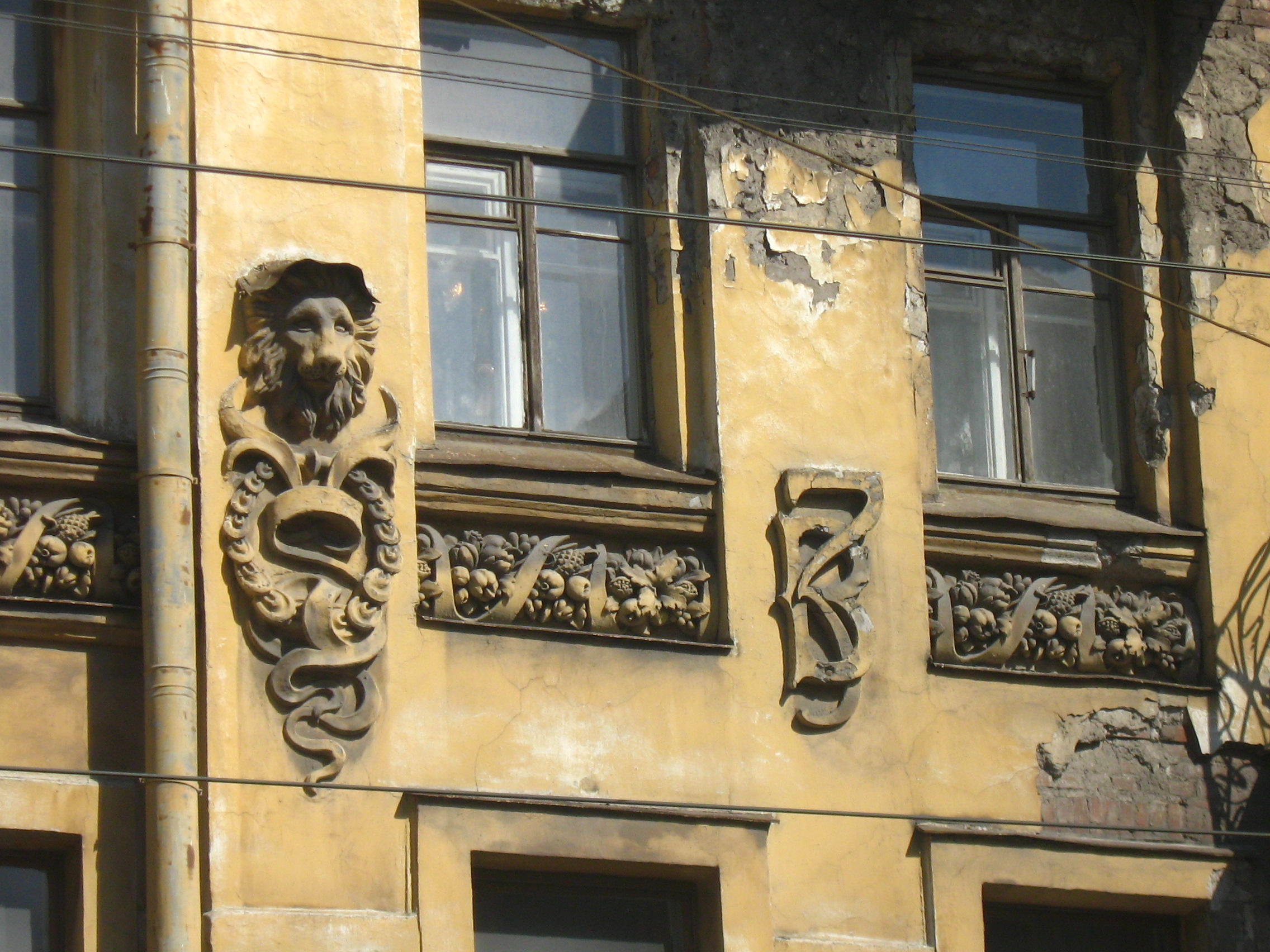
Дом В. Н. Зеленина (Лесной, 3)

- Лесной проспект, д. 3 — Дом В. Н. Зеленина. Архитектор и владелец дома В. Н. Зеленин (1899) — заведующий постройками Военно-медицинской академии. Пятиэтажный дом украшен масками львов, растительным орнаментом и вензелями владельца. В кв.12 до войны проживал известный учёный и конструктор в области радиотехники А. А. Расплетин[2].
- Лесной проспект, 5 / улица Комиссара Смирнова, 6 — доходный дом, построенный в 1911 году, архитектором Л. В. Богусским (Богуским).
- Лесной проспект, 6 / улица Комиссара Смирнова, 7 — доходный дом в стиле модерн, богато украшенный лепниной и маскаронами, выполнен в 1900 году по проекту П. М. Мульханова.
- Лесной проспект, д. 7 / улица Комиссара Смирнова, 5 — четырёхэтажный дом богато украшенный маскаронами был построен по проекту А. Е. Иванова в 1896 году. На доме находится мемориальная доска, посвящённая финскому писателю Майю Лассила (Алготу Унтола), автору повести «За спичками» и ряда других книг. Писатель жил в этом доме в 1902—1904 годах. Автор мемориальной доски — архитектор В. С. Васильковский.
- Дом № 8 — во дворе этого дома в 1901 году по проекту Ф. Д. Павлова было построено здание фабрики белья П. Е. Олофа. В 1905 году оно было надстроено по проекту С. В. Баниге.
- Лесной проспект, д. 9 — доходный дом работы П. М. Мульханова. Построен в 1900—1901 годы. В этом доме в детстве жил писатель Лев Успенский, автор книг «Слово о словах», «Ты и твоё имя», «Записки старого петербуржца» и других.
- Лесной проспект, д. 13 — доходный дом В. Н. Крестина. Построен по проекту Н. И. Иванова в 1903—1904 годах. Расширен в 1915 году по проекту Н. И. Постникова. Между домами 13 и 15 на Лесной проспект выходит Бобруйская улица. В доме в кв. 41 проживали до репрессий родственники Леонида Николаева, застрелившего С. М. Кирова.
- Лесной проспект, д. 16 — церковь во имя Усекновения Главы Святого Иоанна Предтечи (1900—1904), архитекторы Г. Г. фон Голи и Г. Д. Гримм. Закрыта в 1930 году и перестроена под спортивный зал в открытом в здании храма Дома физкультуры для рабочих завода «Красная Заря»[3].
- Лесной проспект, д. 17 — здание пожарной части номер 1. На территории находится часовня иконы «Неопалимая купина», памятник подвигу пожарных и мемориальная доска с именами погибших пожарных.
- Лесной проспект, д. 18 / Выборгская улица, 14 — доходный дом, построен в 1903 году, архитектор Б. Я. Зонн.
- Лесной проспект, д. 19 — Народный дом Э. Нобеля (1897—1901), архитектор Р. Ф. Мельцер. С 1995 г. — Калининское отделение Северо-Западного банка Сбербанка РФ.

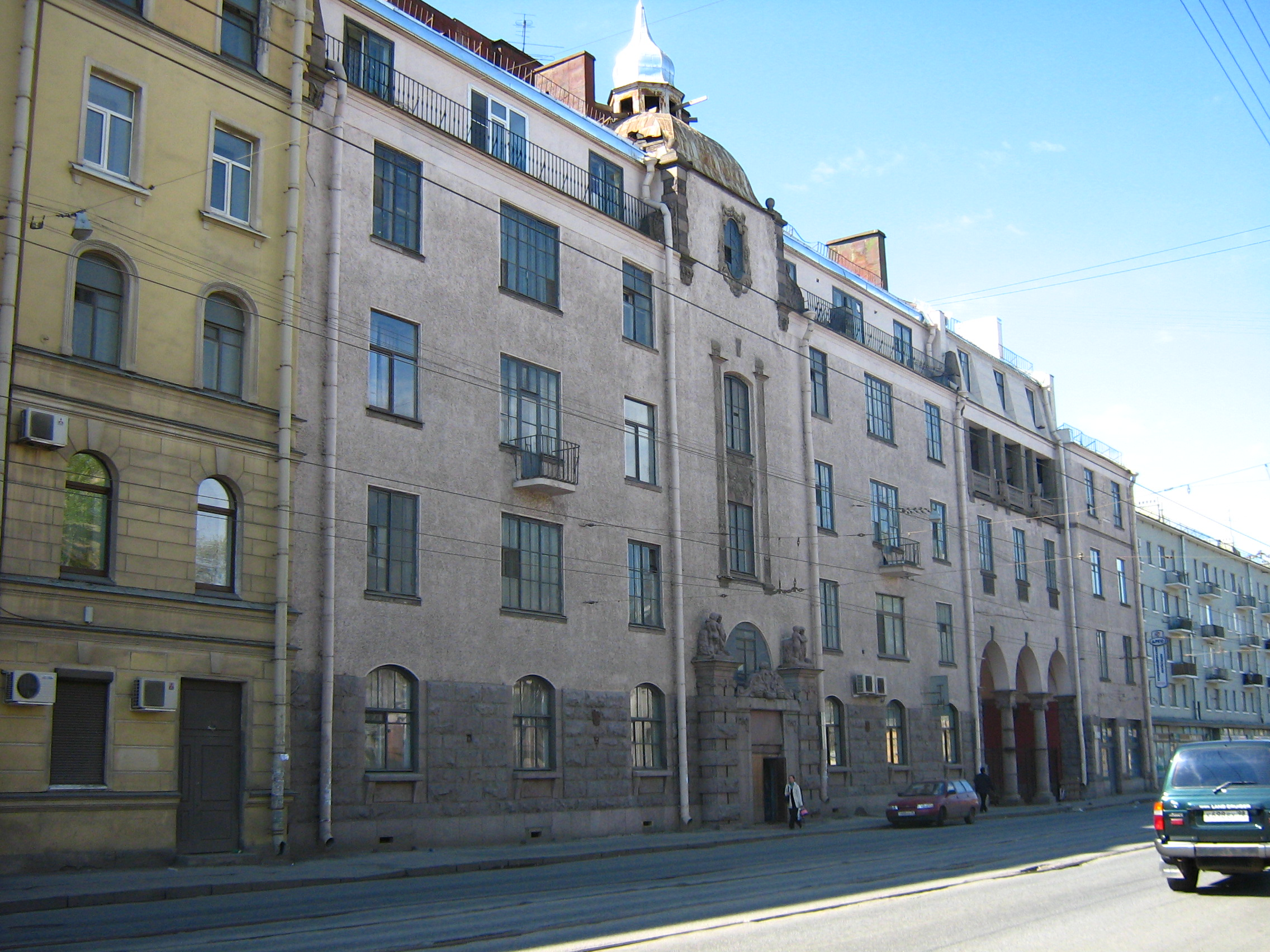
Доходный дом Э. Л. Нобеля (Санкт-Петербург, Лесной проспект, дом № 20). Северный модерн, 1910—1912, архитектор Ф. И. Лидваль

- Лесной проспект, д. 20 — прекрасная работа архитектора Ф. И. Лидваля. Возведён в 1910—1912 гг. Путеводители атрибутируют его, как доходный дом Эммануила Нобеля. Однако в отличие от дома № 19, которым он владел единолично, петроградский справочник за 1915 год для дома № 20 указывает в списке владельцев поимённо весь семейный консорциум: «Нобель, Эдды Константиновны, Эмиля, Ральфа, Густава, Эммануила и Людвига Людвиговича и Олейниковой-Нобель Марты Людвиговны»[4]. Во дворах за этим домом между Лесным и Сампсоньевским проспектами находится так называемый Нобельский городок — дома для рабочих заводов Нобеля[5].
- Лесной проспект, д. 21 — особняк Э. Нобеля. Вариант (1902—1904) — архитекторы Р. Ф. Мельцер, Э. Ф. Мельцер. Вариант 1910 года (с включением существовавшего здания) — Ф. И. Лидваль.

По чётной стороне между Нейшлотским переулком и Гренадерской улицей располагается сад. Он был разбит в 1927—1928 годах и тянется до Сампсониевского собора, находящегося на Большом Сампсониевском проспекте. В Советское время сад носил имя Карла Маркса. До реконструкции Гренадерского моста (1975) и появления Гренадерской улицы (1976), сад простирался дальше. В 1996 году в створе Сампсоньевского собора был открыт памятник первостроителям Петербурга работы Михаила Шемякина (архитектор Вячеслав Бухаев).
- Лесной проспект, д. 25 — Моторвагонное депо Санкт-Петербург Финляндский
- Лесной проспект, д. 26—28 — тяговая подстанция городского трамвая (1915), архитектор А. А. Ламагин. На доме 26 установлена мемориальная доска, повященная подвигу трамвайщиков блокадного Ленинграда:

Подвигу трамвайщиков блокадного Ленинграда

После суровой зимы 1942—1943 года

эта тяговая подстанция

дала энергию в сеть и обеспечила

движение возрожденного трамвая

- Бабуринский городок (Бабуринское строительство) — район первого периода большой застройки (1927—1931 гг.): на пустыре построили ряд 5-этажных корпусов по проекту архитектора Симонова, которые заселили рабочими окружающих предприятий (ок. 4 тыс. чел.)[6].
- Батенинский городок — дома 37―39 по Лесному проспекту (1930―1933 годы архитектор Т. Д. Каценеленбоген, Г. А. Симонов, Б. Р. Рубаненко, А. Р. Соломонов, П. С. Степанов, В. А. Жуковская). Жилмассив включал в себя жилые корпуса, универмаг «Выборгский», баню, прачечную, детский сад и ясли[7].
- Городок текстильщиков[8] — д. 59, 1927―1934, архитектор Н. Ф. Рыбин. Здесь давали жилье рабочим текстильных предприятий Выборгской стороны.

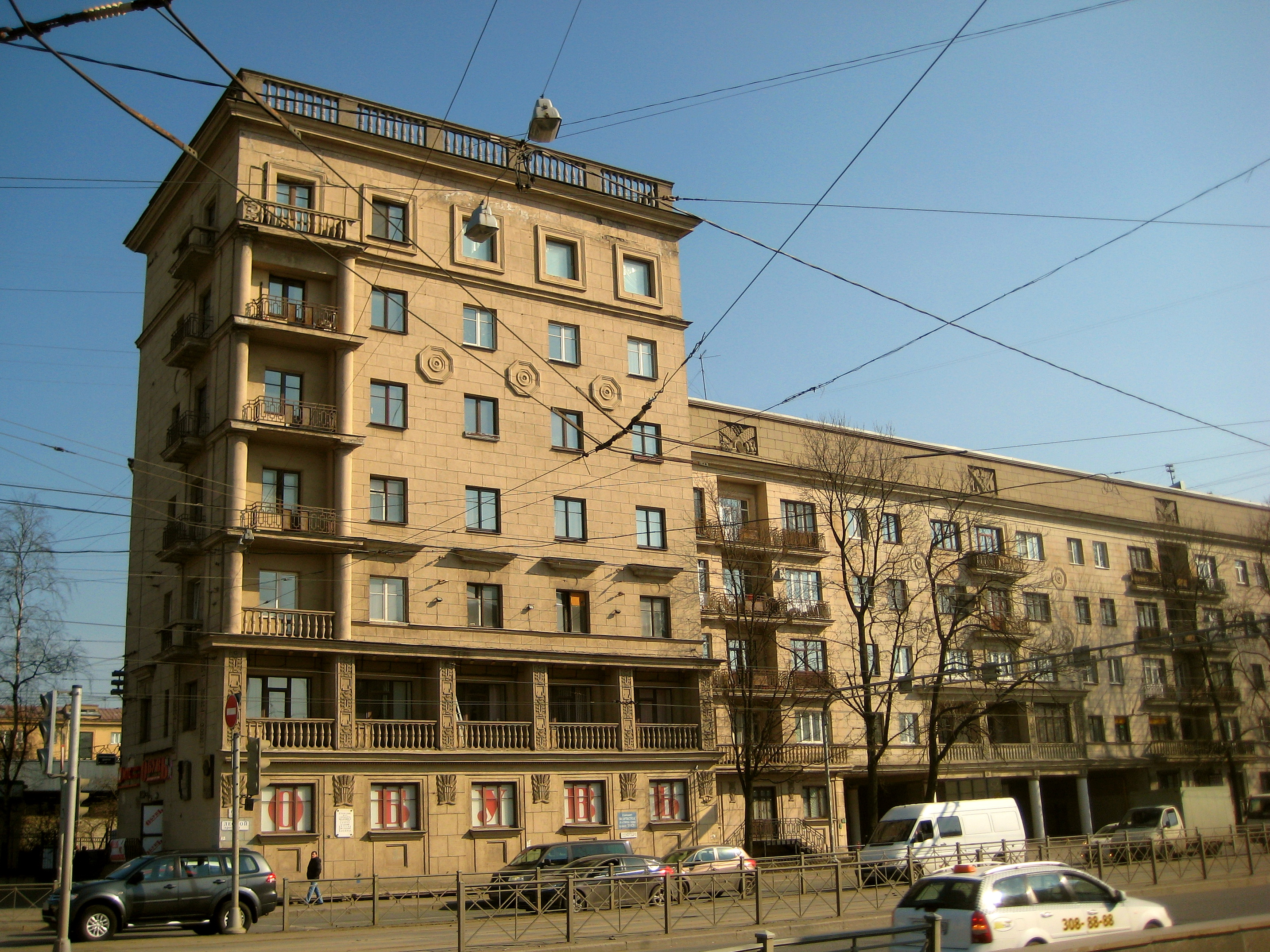
Вид на корпус 1 Дома специалистов с Кантемировской улицы

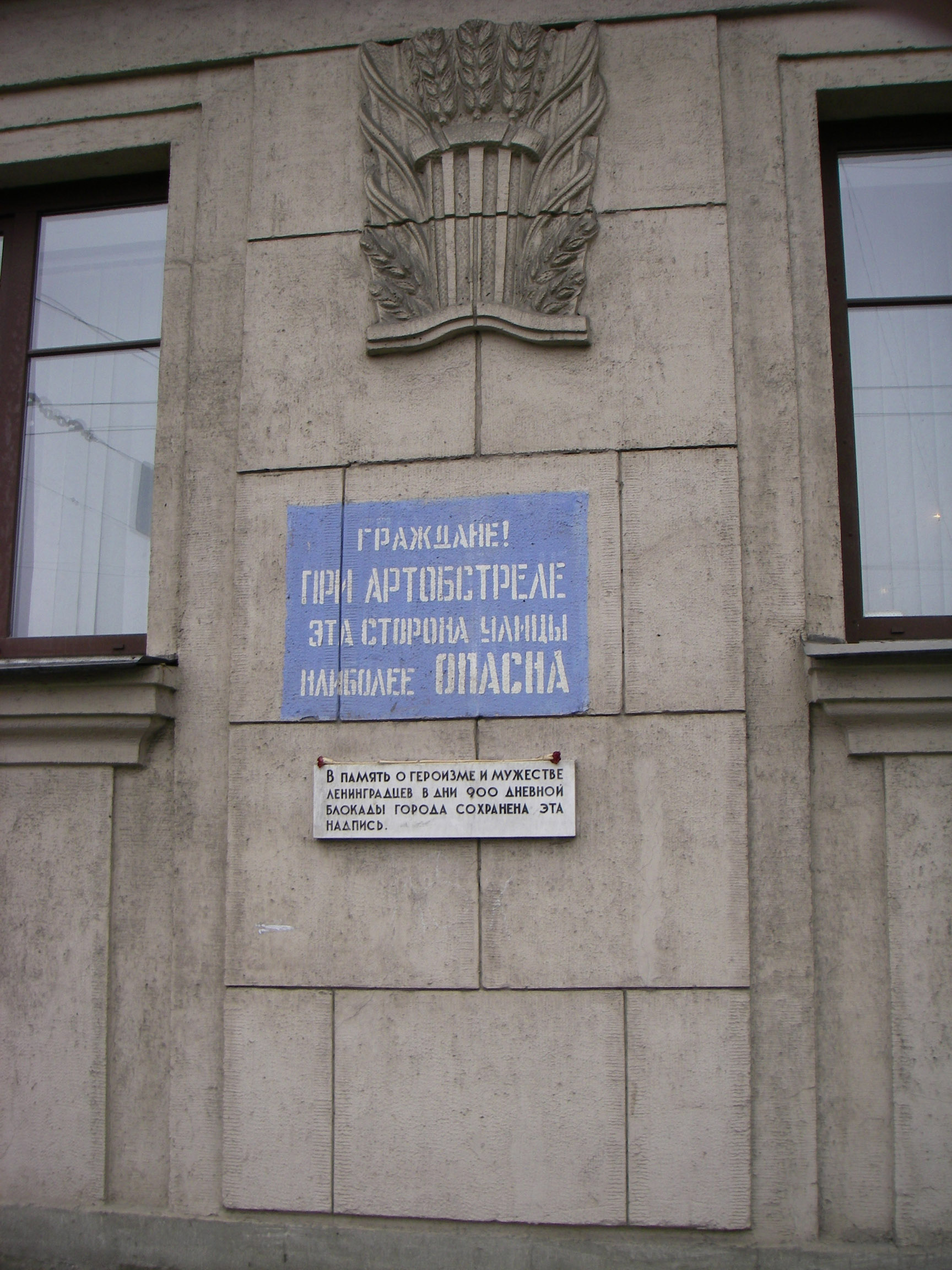
Дом 61, корпус 1. Блокадная надпись «Граждане! При артобстреле эта сторона улицы наиболее опасна».

- Лесной проспект, д. 61 — «Дом специалистов». Архитекторы Г. А. Симонов, Т. Д. Канценелленбоген, Б. Р. Рубаненко, Л. К. Абрамов; скульптор Г. А. Шульц. Здание построено в 1934—1937 годах.

На доме установлены мемориальные доски в память о живших там художнике Н. И. Альтмане (архитектор С. Однавалов, скульптор Н. Никитин), знаменитом радиотехнике, члене-корреспонденте АН СССР М. А. Бонч-Бруевиче и выдающемся химике, академике В. Г. Хлопине

Здесь провел последний год жизни вернувшийся из эмиграции в Советскую Россию писатель А. И. Куприн.
На этом же доме в память о войне была восстановлена блокадная надпись «Граждане! При артобстреле эта сторона улицы наиболее опасна».
Городок студенческих общежитий Политехнического института ― д. 65 (1929―1932 гг. архитекторы М. Д. Фельгнер, С. Е. Боровцев, А. В. Петров).
Напротив дома специалистов находится дом 60, построенный по проекту архитектора А. И. Ковшарова в 1900 году. Дом был надстроен, но его парадный фасад с богатым декором сохранился до наших дней.
Рядом с домом 60 находился дом 62 (угол с Кантемировской, 21). Этот доходный дом был также возведён по проекту А. И. Ковшарова. Построен в 1902 году, снесён в 1986 году во время расширения Кантемировской улицы.
- Лесной проспект, д. 64 — здание КБ СМ.

Лесной проспект пересекает парк Лесотехнической академии.

## Пересечения

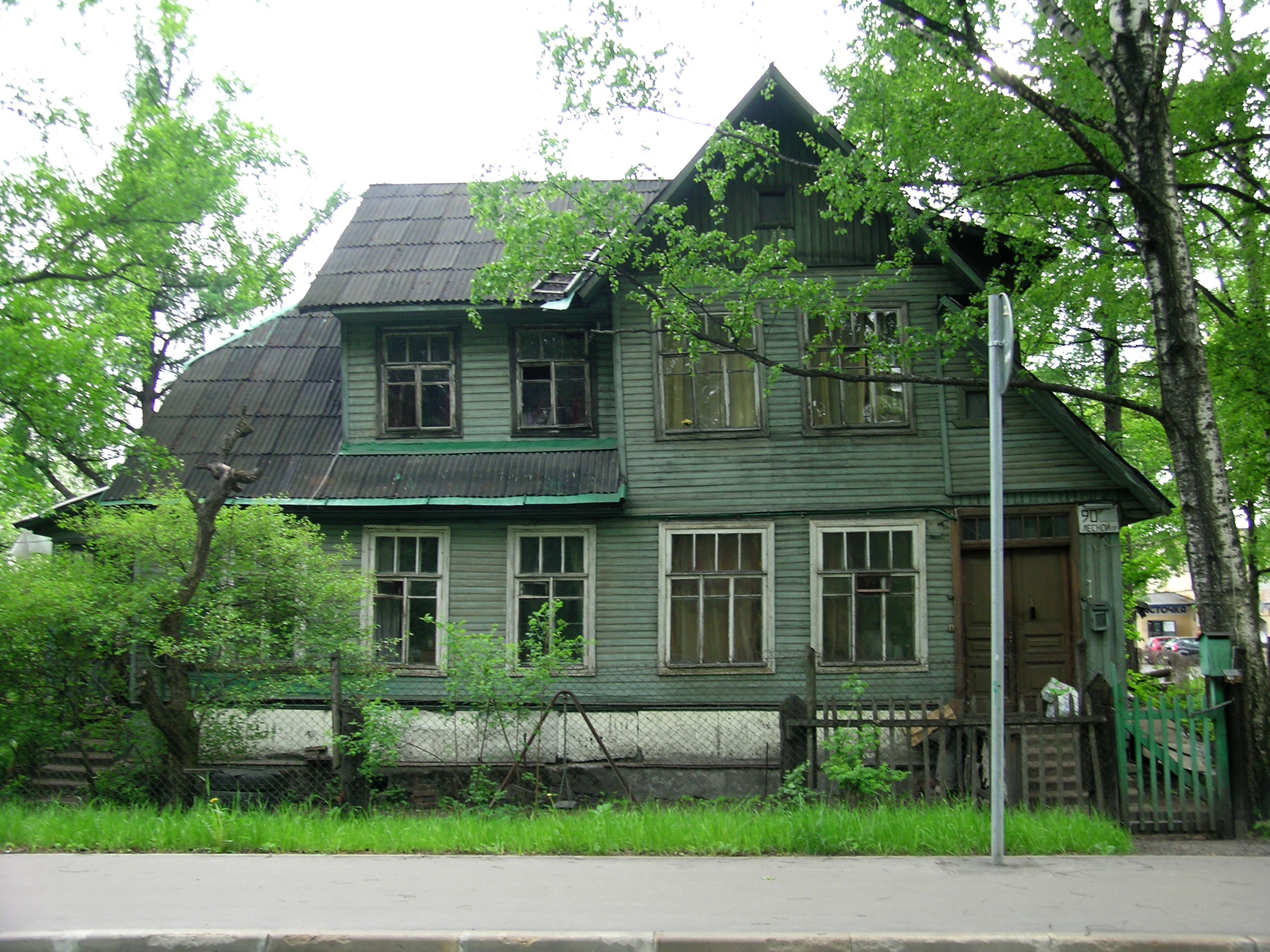
Один из сохранившихся деревянных домов

Лесной проспект пересекает или граничит со следующими проспектами, улицами и переулками:
- улица Академика Лебедева
- улица Комиссара Смирнова
- Бобруйская улица
- Выборгская улица
- Нейшлотский переулок
- Гренадерская улица
- улица Смолячкова
- Тобольская улица
- Литовская улица
- Новолитовская улица
- Диагональная улица
- улица Александра Матросова
- Кантемировская улица
- 1-й Муринский проспект
- улица Капитана Воронина
- Земледельческая улица
- Институтский переулок

Инженерные сооружения:
- Подземный переход у станции метро «Выборгская»
- Железнодорожный мост через проспект на перекрёстке с Литовской улицей.
- Подземный пешеходный переход на перекрёстке с Кантемировской улицей.
- Два железнодорожных моста через проспект севернее перекрёстка с 1-м Муринским проспектом.

## Транспорт
В непосредственной близости к проспекту располагаются станции метро «Площадь Ленина» (выход на Боткинскую улицу), «Выборгская» и «Лесная».
С 1914 года на всём протяжении проспекта (кроме небольшого участка «1-й Муринский проспект — Институтский переулок») существует линия трамвайного сообщения, а с 1966 года — троллейбусного сообщения. История трамвайного движения на Лесном описана в книге Льва Успенского «Записки старого петербуржца».
Маршруты трамвая:
- № 20 — от 1-го Муринского проспекта до улицы Академика Лебедева;
- № 61 — от 1-го Муринского проспекта до станции метро «Выборгская».

Маршруты автобуса:
- № 14 — одна остановка у станции метро «Выборгская»;
- № 86 — от станции метро «Выборгская» до улицы Академика Лебедева (только в одном направлении);
- № 230 — от Литовской улицы до станции метро «Выборгская»;
- № 251 — от 1-го Муринского проспекта до станции метро «Выборгская»;
- № 267 — от Кантемировской улицы до улицы Академика Лебедева.

Троллейбусная линия на проспекте не используется в маршрутном движении с начала 2000-х годов. В конце ноября 2017 года по проспекту ходил троллейбус № 4.